# Clementino Kelé
Clementino Kelé nome artistico de Clementino Luiz de Jesus (Salvador, 8 de abril de 1928) é um ator brasileiro. Foi casado com a atriz Chica Xavier.

## Carreira

### Televisão
| Ano  | Título                             | Papel                     | Nota                                      |
| ---- | ---------------------------------- | ------------------------- | ----------------------------------------- |
| 2016 | Velho Chico                        | José Durvalino            |                                           |
| 2015 | Mister Brau                        | Seu Ademir                |                                           |
| 2013 | Joia Rara                          | Eufrásio Ribeiro da Silva |                                           |
| 2013 | Saramandaia                        | Miro                      |                                           |
| 2007 | Amazônia, de Galvez a Chico Mendes | Edson                     |                                           |
| 2006 | Sinhá Moça                         | Pai Tobias                |                                           |
| 2000 | Você Decide                        | Porteiro                  | Episódio: "A Dama Proibida"               |
| 1999 | Força de um Desejo                 | Escravizado Matias        |                                           |
| 1996 | O Campeão                          | Leto                      |                                           |
| 1994 | Pátria Minha                       | Avelino Rangel            |                                           |
| 1994 | Memorial de Maria Moura            | Amaro                     |                                           |
| 1993 | Renascer                           | Jarbas                    |                                           |
| 1992 | Tereza Batista                     | —                         |                                           |
| 1990 | Mãe de Santo                       | Clementino                |                                           |
| 1990 | Tele Tema                          | Raimundo                  | Episódio: "Iaiá Garcia"                   |
| 1990 | Escrava Anastácia                  | Obatunji                  |                                           |
| 1987 | Corpo Santo                        | Dr. Montoro               |                                           |
| 1987 | Carmem                             | Dr. Araújo                |                                           |
| 1986 | Novo Amor                          | Lopez                     |                                           |
| 1985 | Corpo a Corpo                      | Floriano Jardim           |                                           |
| 1984 | Transas e Caretas                  | Zé Eduardo                |                                           |
| 1984 | Corpo a Corpo                      | Floriano                  |                                           |
| 1983 | Louco Amor                         | Gonçalo                   |                                           |
| 1983 | Caso Verdade                       | —                         | Episódio: "Os Meninos do Recife"          |
| 1982 | Sétimo Sentido                     | Nelson                    |                                           |
| 1982 | Caso Verdade                       | —                         | Episódio: "Amor em Preto e Branco"        |
| 1981 | Jogo da Vida                       | Reinaldo                  |                                           |
| 1981 | Amizade Colorida                   | Monteiro                  | Episódio: "Das Dificuldades de Ser Homem" |
| 1981 | Baila Comigo                       | Recepcionista do hotel    |                                           |
| 1980 | Coração Alado                      | José                      |                                           |
| 1980 | Água Viva                          | Tinhorão                  |                                           |
| 1979 | Plantão de Polícia                 | —                         | Episódio: "Cavalo Não Sobe Parede"        |
| 1978 | Sinal de Alerta                    | Sansão                    |                                           |
| 1978 | Maria, Maria                       | Manoel Pedro              |                                           |
| 1978 | Sinhazinha Flô                     | Tião                      |                                           |
| 1978 | Caso Especial                      | Motorista                 | Episódio: "Jardim Selvagem"               |
| 1977 | Dona Xepa                          | Uóston                    |                                           |
| 1977 | Caso Especial                      | Escravizado Justino       | Episódio: "Poema Barroco"                 |
| 1975 | Gabriela                           | Fagundes                  |                                           |
| 1974 | Corrida do Ouro                    | Barcelos                  |                                           |
| 1974 | O Rebu                             | Nilo                      |                                           |
| 1973 | Os Ossos do Barão                  | Operário                  | Participação Especial                     |
| 1970 | Irmãos Coragem                     | Médico                    |                                           |
| 1970 | Assim na Terra como no Céu         | Jesuíno                   |                                           |

### Cinema
| Ano  | Título                                                  | Papel                      |
| ---- | ------------------------------------------------------- | -------------------------- |
| 1962 | Assalto ao Trem Pagador                                 | Lino                       |
| 1962 | O Rei Pelé                                              | —                          |
| 1968 | A Vida Provisória                                       | Embaixador africano        |
| 1970 | Anjos e Demônios                                        | Policial                   |
| 1971 | O Homem das Estrelas                                    | Irênio II                  |
| 1974 | Caingangue, A Pontaria do Diabo                         | Baiano                     |
| 1976 | Xica da Silva                                           | Escravo                    |
| 1976 | O Esquadrão da Morte                                    | Policial                   |
| 1978 | A Deusa Negra                                           | —                          |
| 1978 | O Homem de Seis Milhões de Cruzeiros contra as Panteras | Mecânico                   |
| 1979 | Lerfa-MU                                                | —                          |
| 2001 | O Xangô de Baker Street                                 | Pai de Santo               |
| 2021 | Amarração do Amor                                       | Irandir                    |
| 2022 | Barba, Cabelo & Bigode                                  | Senhor da Cadeira de Praia |